# CoRoT-3
Désignations
CoRoT-3 est une étoile naine jaune-blanche de la séquence principale, (de type spectral F3V), plus massive, plus grande et plus chaude que le Soleil, donc plus lumineuse que lui. Cette étoile se situe à 2 560 ± 100 a.l. (∼ 785 pc) du Soleil dans la constellation de l'Aigle.
La magnitude apparente de cette étoile est de 13, ce qui signifie qu'elle n'est pas visible à l'œil nu mais qu'elle peut être vue avec un télescope amateur de taille moyenne lors d'une nuit dégagée et sombre.

## Système planétaire
C'est l'étoile hôte de l'objet CoRoT-3 b découvert par la mission CoRoT dédiée principalement à la recherche d'exoplanètes par transit astronomique. Des mesures avec la méthode des vitesses radiales montrent que CoRoT-3b est probablement une naine brune. C'est une des planètes les plus remarquables ayant été découvertes par CoRoT, notamment pour sa présence à l'intérieur des limites du désert des naines brunes.
| Planète | Masse        | Demi-grand axe (ua) | Période orbitale (jours) | Excentricité | Inclinaison | Rayon          |
| ------- | ------------ | ------------------- | ------------------------ | ------------ | ----------- | -------------- |
| b       | 21,66 ± 1 MJ | 0,057 ± 0,003       | 4,256 8 ± 5×10−6         | 0            |             | 1,01 ± 0,07 RJ |

## Autres caractéristiques
En 2010, l'observation des effets de modulation ellipsoïdale et de focalisation relativiste (en) a été rapportée. Un effet de modulation ellipsoïde a lieu lorsque l'effet de marée d'une planète sur son étoile est tellement grand que la grandeur de la surface de l'étoile est affectée. D'autre part, un faisceau relativiste est produit par un flux de matière à se déplaçant à une vitesse relativiste ; ceci permet, via l'effet Doppler, mais avec transport de matière, de mesurer des vitesses.